# جولیا جورجس
 یولیا گُرگِس (آلمانی: Julia Görges؛ زادهٔ ۲ نوامبر ۱۹۸۸) یک تنیس‌باز اهل آلمان است. 